# 마유 (조선)
마유(馬游, 1759년 ~ ?)는 조선의 문신이다. 본관은 목천(木川). 자는 치학(穉學). 출신지는 개성(開城)이다.
1798년(정조 22) 무오(戊午) 식년시(式年試) 진사(進士) 3등 13위에 합격하여 분교관(分敎官)을 거쳐 중부령(中部令)을 지냈다.

## 가족
- 아버지 : 마상조(馬象祖)
  - 동생 : 마순(馬洵)
  - 동생 : 마횡(馬澋)
  - 동생 : 마용(馬滽)